# Hoài Viễn
Hoài Viễn (chữ Hán giản thể: 怀远县, Hán Việt: Hoài Viễn huyện) là một huyện thuộc địa cấp thị Bạng Phụ, tỉnh An Huy, Cộng hòa Nhân dân Trung Hoa. Huyện Hoài Viễn có diện tích dân số năm 1999 là 1,24 triệu người. Mã số bưu chính của huyện Hoài Viễn là 233400
Trong khu vực địa giới huyện này có song Hoài Oa và núi Kinh Đồ. Huyện Hoài Viễn có khí hậu ôn đới gió mùa, một năm bốn mùa rõ ràng. Kinh tế chủ yếu là nông nghiệp.